# Округ Јунион (Мисисипи)
Округ Јунион (енгл. Union County) је округ у америчкој савезној држави Мисисипи.

## Демографија
По попису из 2010. године број становника је 27.134, што је 1.772 (7,0%) становника више него 2000. године.
| Група             | 2000.          | 2010.          |
| Белци             | 20.969 (82,7%) | 21.649 (79,8%) |
| Афроамериканци    | 3.791 (14,9%)  | 3.935 (14,5%)  |
| Азијати           | 51 (0,2%)      | 46 (0,2%)      |
| Хиспаноамериканци | 413 (1,6%)     | 1.210 (4,5%)   |
| Укупно            | 25.362         | 27.134         |